# Chloroclystis acygonia
Chloroclystis acygonia är en fjärilsart som beskrevs av Swinhoe 1895. Chloroclystis acygonia ingår i släktet Chloroclystis och familjen mätare. Inga underarter finns listade i Catalogue of Life.